# Lozotaenia cedrivora
Lozotaenia cedrivora är en fjärilsart som beskrevs av Chambon 1990. Lozotaenia cedrivora ingår i släktet Lozotaenia och familjen vecklare. Inga underarter finns listade i Catalogue of Life.